# Mantsopa Local Municipality
Mantsopa (englisch Mantsopa Local Municipality) ist eine Lokalgemeinde im Distrikt Thabo Mofutsanyana, Provinz Freistaat in Südafrika. Der Sitz der Gemeindeverwaltung befindet sich in Ladybrand. Mamsie Tsoene ist die Bürgermeisterin.
Die Gemeinde ist nach einer Schwester des Basotho-Oberhaupts Moshoeshoe I. benannt. Da er ihre Macht fürchtete, verbannte er sie.
Bis 2011 gehörte die Lokalgemeinde Mantsopa zum Distrikt Motheo. Sie wurde am 5. Dezember 2000 im Rahmen einer landesweiten Gemeindegebietsreform errichtet und vereinigte damit die ehemaligen Verwaltungsgebiete Tweespruit Transitional Local Council (TLC), Ladybrand TLC, Hobhouse TLC, Excelsior TLC, Thaba Patchoa TLC und das Maluti Transitional Rural Council. Im Zusammenhang mit den Gemeindewahlen 2011 wurde die Lokalgemeinde Teil des Distrikts Thabo Mofutsanyane.

## Städte und Orte
- Ladybrand
- Hobhouse
- Excelsior
- Tweespruit
- Thaba Patchoa[4] (Thaba Phatswa)

## Bevölkerung
Im Jahr 2011 hatte die Gemeinde 51.056 Einwohner in 15.170 Haushalten auf einer Gesamtfläche von 4290,59 km². Davon waren 88,4 % schwarz, 6,6 % weiß und 3,9 5 Coloured. Erstsprache war zu 80,7 % Sesotho, zu 9,7 % Afrikaans und zu 4 % Englisch.